# Kartodrom Hajdoše
Kartodrom Hajdoše je nekdanja karting steza, ki je delovala med leti 1973 in 2015. Nahajala se je v Hajdošah v občini Hajdina, tik ob kanalu reke Drave in v neposredni bližini Ptuja, to je slab kilometer niz vodno stran od novega in nadomestnega kartodroma Slovenja vas. Steza je bila primerna za karting, mini moto in skuter. To je bil sploh prvozgrajeni kartodrom v takratni Jugoslaviji.

## Zgodovina
Začetki kartinga na tem območju segajo že v leto 1968, ko so na ptujskih ulicah organizirali prva tekmovanja, pa vse do leta 1973, ko so odprli novo dirkališče v Hajdošah. Leta 1992 so zgradili štiri metre visok nasip proti hrupu v naselju Hajdoše. Dirkališče so zaradi širitve kanala Drave in nadomestne steze kilometer višje, dokončno porušili konec leta 2015. 
Dirkališče je bila vsa ta leta v upravljanju AMD Ptuj, ko so tukaj vsako leto potekala državna prvenstva in tudi mednarodni pokal Sportstil Cup (SSC) v kartingu.

## Podatki o stezi
- dolžina: 720 metrov
- širina: od 8 do 12 metrov
- število ovinkov: 6
- št. levih zavojev: 5
- št. desnih zavojev: 1